# Östra Nässjön
Östra Nässjön är en sjö i Härjedalens kommun i Härjedalen och ingår i Dalälvens huvudavrinningsområde. Sjön har en area på 0,358 kvadratkilometer och ligger 780,2 meter över havet. Östra Nässjön ligger i Rogen Natura 2000-område. Sjön avvattnas av vattendraget Nässjöbäcken. Vid provfiske har abborre, gädda, lake och öring fångats i sjön.

## Delavrinningsområde
Östra Nässjön ingår i det delavrinningsområde (690563-133379) som SMHI kallar för Utloppet av Östra Nässjön. Medelhöjden är 861 meter över havet och ytan är 3,38 kvadratkilometer. Det finns ett avrinningsområde uppströms, och räknas det in blir den ackumulerade arean 5,32 kvadratkilometer. Nässjöbäcken som avvattnar avrinningsområdet har biflödesordning 4, vilket innebär att vattnet flödar genom totalt 4 vattendrag innan det når havet efter 521 kilometer. Avrinningsområdet består mestadels av skog (36 procent) och kalfjäll (54 procent). Avrinningsområdet har 0,36 kvadratkilometer vattenytor vilket ger det en sjöprocent på 10,7 procent.